# Янаки Манаки
Янаки Д. Манаки (на гръцки: Γιάννης Μανάκιας, Γιαννάκης Μανάκιας, на сръбски: Јанаки Манаки; на арумънски: Ianachia Manachia; на румънски: Ianaki Manachia, Ionel Manachia) е балкански фотограф, кинопионер и калиграф, заедно с брат си Милтон Манаки заснема първите филми на Балканите.

## Биография
Роден е на 18 май 1878 година в пиндското влашко село Авдела в заможно земеделско и лихварско семейство. Основно образование завършва в родното си село. В 1890 година започва да учи в Румънския лицей в Битоля, който завършва с отличие в 1907 година. В Битоля проявява интерес към рисуването и калиграфията.
В 1898 година започва работа като преподавател по чертане и калиграфия в Румънската гимназия в Янина, Епир, като едновременно отваря и фотографско ателие, в което работи и брат му Милтон Манаки. В 1903 година Янаки публикува серия илюстрации в румънския вестник „Универсул“, от които повечето са от негови фотографии на събития от Илинденското въстание. В 1905 година отразява и изгарянето на Авдела от гръцки андартски чети.
В 1904 година братята купуват празно дворно място на главната улица на Битоля Широк сокак и изграждат там фотографско ателие по собствен проект. В 1905 година Янаки и Милтон се установяват за постоянно в Битоля и регистрират общо ателие. В 1905 година от Лондон Янаки изпраща на брат си камера „Биоскоп“ 300 от „Чарлс Ърбън Трейдинг“, с които двамата заснемат първите филми на Балканите. Първите филми двамата братя заснемат в родната си Авдела, като първо увековечават как тяхната 114-годишна баба Деспина преде вълна. В Битоля Янаки Манаки преподава и като гимназиален учител.
В 1906 година братята Манаки участват с фотографии на голямото Световно изложение в Букурещ, Румъния. Янаки получава златен медал и „Диплома за фотографии и лица от Македония“ и сребърен медал с „Диплома за фотографии от влашки църкви в Македония“. Неговият брат Милтон също получава златен медал и диплома. По покана на крал Карол I, братята отиват в кралската лятна резиденция в Синая, където са назначени за официални фотографи на кралското семейство и снимат краля и кралицата Елизабета.
Янаки Манаки проявява забележително чувство за историчност на момента и събитието, за улавяне на пулса на града, за прехода между старо и ново. Поради политическата си активност е преследван от османските власти. В 1916 година по време на Първата световна война българските окупационни власти го арестуват, тъй като в дома му са намерени оръжия и той е заподозрян като съглашенски шпионин. Манаки е интерниран в Пловдив до 1919 година. В Пловдив Янаки Манаки също отваря фотографско ателие и дори снима цар Фердинанд. По време на престоя си в Пловдив Янаки Манаки се сприятелява с форографа Димитър Русейски и за известно време работи в неговото студио. От този период са запазени 103 стъклени плаки, между които много автопортрети.
След войната, в 1921 година двамата братя Манаки отварят в Битоля, вече в Кралството на сърби, хървати и словенци, първото лятно кино, наречено Кино „Манаки“ и на 26 август прожектират първия филм. Фотографското им ателие има клиенти във всички слоеве на битолското общество, за което допринася отличното знаене на френски от Янаки и познанствата му в дипломатическите кръгове. Янаки се жени в 1922 година и в 1924 година му се ражда син, но жена му Анастасия умира на 29-годишна възраст в 1926 година. По-късно е изградено ново закрито кино, в което първата прожекция е на 1 декември 1923 година. Киното сменя няколко собственици, докато в 1939 година не изгаря до основи.
В 1935 година Янаки Манаки се установява в Солун, Гърция. Там преподава в Румънското търговско училище и работи като фотограф на плажа. В 1946 година умира синът му Димитър.
Янаки Манаки умира в бедност в Солун на 19 май 1954 година.